# Agrahara, Sandur
Agrahara là một làng thuộc tehsil Sandur, huyện Bellary, bang Karnataka, Ấn Độ.